# Prodan Gardschew

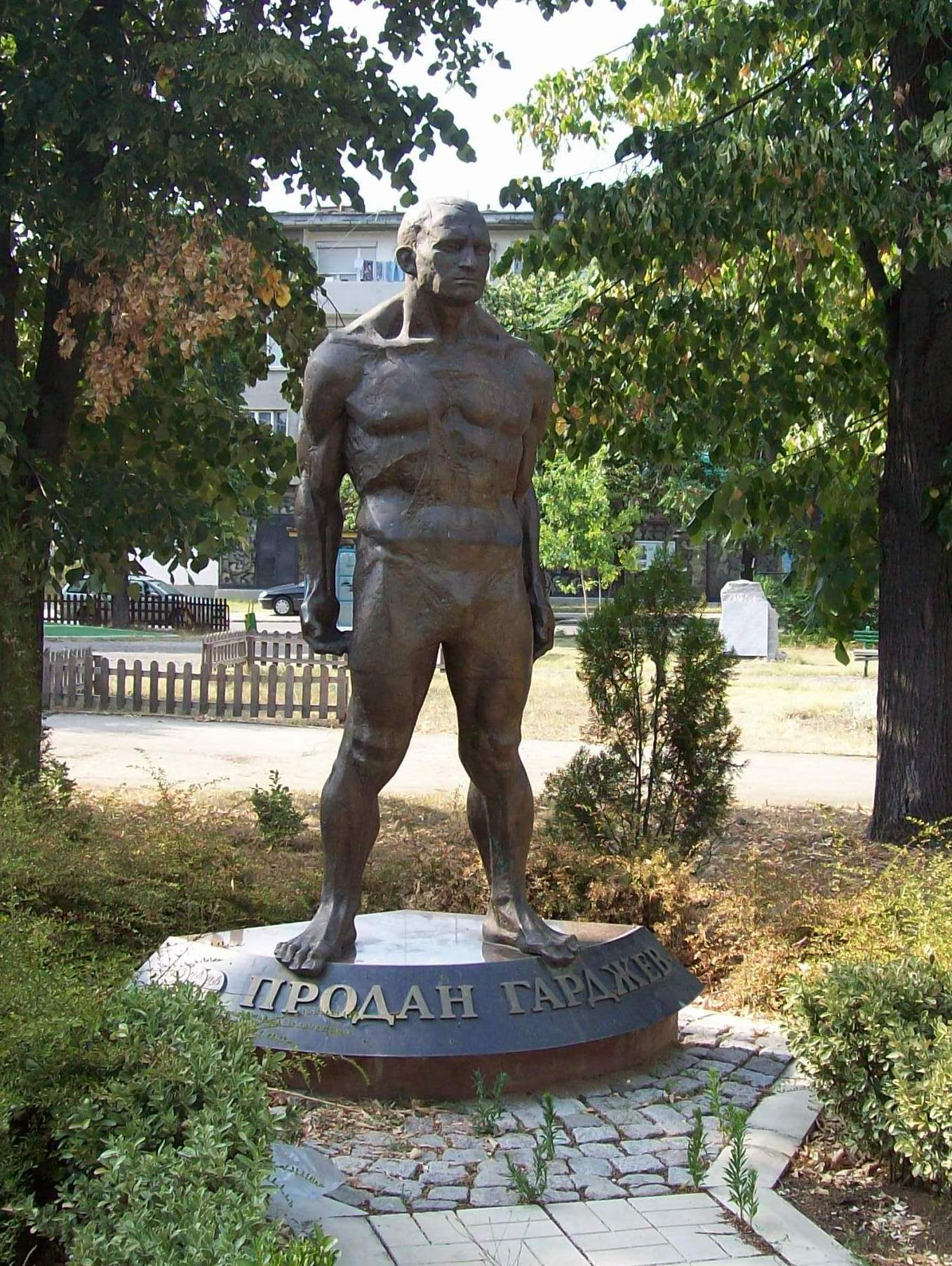
Denkmal in Sredez (Oblast Burgas)

Prodan Stojanow Gardschew (bulgarisch Продан Гарджев; * 8. April 1936 in Rossenowo, Oblast Burgas; † 5. Juli 2003 in Burgas) war ein bulgarischer Ringer.

## Werdegang
Prodan Gardschew begann als Jugendlicher mit dem Ringen und spezialisierte sich dabei auf den freien Stil. Bereits als 20-Jähriger wurde er in die bulgarische Nationalmannschaft aufgenommen und gab 1958 sein Debüt auf der internationalen Ringermatte beim World-Cup in Sofia. 1959 nahm er in Teheran erstmals einer Weltmeisterschaft teil und belegte den 6. Platz.
Auch in den nächsten Jahren startete er bei Weltmeisterschaften. Dabei gelang ihm 1963 der erste große Erfolg, als er in Sofia durch einen Sieg über Anatoli Albul aus der Sowjetunion  Weltmeister im Mittelgewicht wurde. Auch bei den Olympischen Spielen 1964 in Tokio triumphierte Prodan, denn er gewann die Goldmedaille. Allerdings hatte er dabei Glück, denn er verlor gegen den Iraner Mansour Mehdizadeh nach Punkten, der aber damit mit dem Erreichen von 6 Fehlpunkten vor dem Finale ausscheiden musste und auf dem 4. Platz landete. Nach dem heutigen Reglement wäre wohl Mehdizadeh Olympiasieger geworden, denn er hatte neben Gardschew auch den Silbermedaillengewinner Hasan Güngör aus der Türkei besiegt und keinen Kampf verloren.
Gardschew zeigte auch nach den Olympischen Spielen 1964 bei den internationalen Meisterschaften noch gute Wettkämpfe und holte sich 1966 in Toledo/USA seinen zweiten Weltmeistertitel. 1968 gewann er in Mexiko-Stadt mit der Bronzemedaille seine zweite olympische Medaille. Im Turnier war er ungeschlagen geblieben, aber durch zwei unentschiedene Kämpfe gegen Dschigdschidyn Mönchbat aus der Mongolei und Boris Michailowitsch Gurewitsch aus der Sowjetunion reichte es nur für den 3. Platz.
Prodan Gardschew rang auch in den damals noch beliebten Länderkämpfen viermal gegen die Bundesrepublik Deutschland und traf dabei jedes Mal auf den Münchner Johann Sterr, den er viermal nach Punkten besiegte.
1963 und 1966 wurde Gardschew zum Bulgarischen Sportler des Jahres gewählt wurde.

## Internationale Erfolge
(OS = Olympische Spiele, WM = Weltmeisterschaft, EM = Europameisterschaft, F = Freistil, Mi = Mittelgewicht, bis 1961 bis 79 kg und ab 1962 bis 87 kg Körpergewicht, Hs = Halbschwergewicht, bis 1961 bis 87 kg und ab 1962 bis 97 kg Körpergewicht)
- 1958, 4. Platz, Welt-Cup-Turnier in Sofia, F, Mi, hinter Hasan Güngör, Türkei, Giorgi Schirtladse, Sowjetunion und Lothar Lippa, DDR und vor Nabi Soroury, Iran und Nagai Takahashi, Japan;
- 1959, 6. Platz, WM in Teheran, F, Mi, mit Siegen über Mustapha Kurt, Türkei, einem Unentschieden gegen Géza Hollósi, Ungarn und einer Niederlage gegen Nabi Soroury;
- 1960, 5. Platz, OS in Rom, F, Mi, mit Siegen über Nagai Takahashi und Frederick Thomas, Neuseeland, einem Unentschieden gegen Géza Hollósi und einer Niederlage gegen Hasan Güngör;
- 1962, 1. Platz, „Dan-Kolew“-Turnier in Sofia, F, Mi, vor Géza Hollósi und Stepanczyk, Polen;
- 1962, 1. Platz, Balkan-Spiele in Athen, F, Mi, vor Ballo, Rumänien und Arslan, Türkei;
- 1962, 10. Platz, WM in Toledo, F, Mi, nach Niederlagen gegen Boris Michailowitsch Gurewitsch, UdSSR und Mansour Mehdizadeh, Iran;
- 1963, 1. Platz, WM in Sofia, F, Mi, mit Siegen über Öldsiisaichany Erdene-Otschir, Mongolei, Muhammad Faiz, Pakistan, Géza Hollósi und Anatoli Albul, UdSSR und trotz einer Niederlage gegen Russell Camilleri, USA;
- 1964, Goldmedaille, OS in Tokio, F, Mi, mit Siegen über Günther Bauch, Deutschland und Jit Singh, Indien und Unentschieden gegen Schota Lomidse, UdSSR und Hasan Güngör und trotz einer Niederlage gegen Mansour Mehdizadeh;
- 1965, 3. Platz, WM in Manchester, F, Mi, mit Siegen über Hüseyin Gürsoy, Türkei, Robert Zingg, Schweiz und Arslan Rizvani, Jugoslawien, einem Unentschieden gegen Schota Lomidse und trotz einer Niederlage gegen Wayne Baugham, USA;
- 1966, 1. Platz, WM in Toledo/USA, F, Mi, mit Siegen über Josef Urban, Tschechoslowakei und Peter Lockyer, Kanada und Unentschieden gegen Hasan Güngör und Géza Hollósi;
- 1967, 3. Platz, EM in Istanbul, F, Mi, mit Siegen über Günther Bauch, DDR und Josef Urban, einem Unentschieden gegen Géza Hollósi und einer Niederlage gegen Boris Gurewitsch;
- 1967, 6. Platz, WM in Neu-Delhi, F, Mi, mit einem Sieg über Siegfried Handrock, DDR und Unentschieden gegen Géza Hollósi, Hasan Güngör und Boris Gurewitsch;
- 1968, 2. Platz, EM in Skopje, F, Mi, mit Siegen über Zuljo Abduli, Jugoslawien, Hüseyin Gürsoy,  Umberto Marcheggiani, Italien und Peter Döring, DDR und einem Unentschieden gegen Andrei Zchowrebow, UdSSR;
- 1968, Bronzemedaille, OS in Mexiko-Stadt, F, Mi, mit Siegen über Ghulam Dastagni, Afghanistan, Francisc Balla, Rumänien, Ronald Grinstead, Großbritannien und Hüseyin Gürsoy und Unentschieden gegen Thomas Peckham, USA, Boris Gurewitsch und Dschigdschidyn Mönchbat